# Нигун

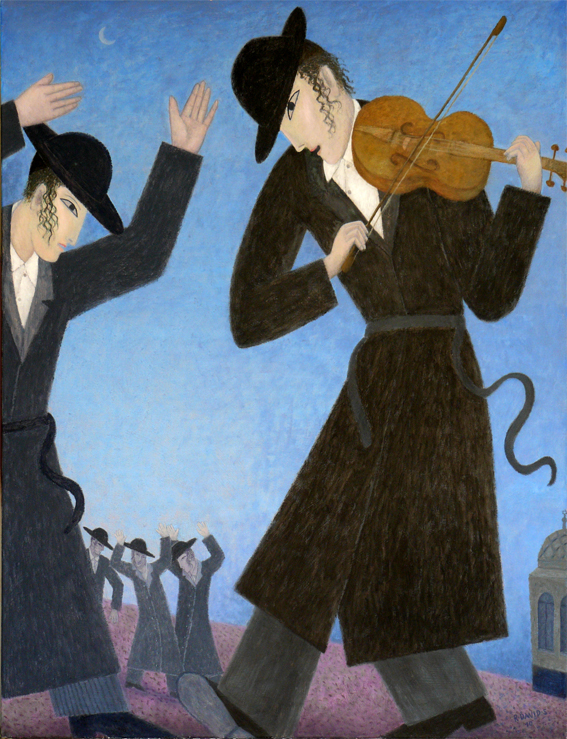
Роже Дэвид Серве: Хасидизм.

Нигун (ивр. ניגון‎, буквально означает «мелодия», множественное число нигуним) — форма еврейской религиозной песни или мелодии, исполняемой группами.

## Описание
Это вокальное исполнение, часто с повторяющимися звуками, такими как «Бим-Бим-Бам», «Лай-Лай-Лай», «Яй-Яй-Яй» или «Ай-Ай-Ай» вместо формальной лирики. Иногда библейские стихи или цитаты из других классических еврейских текстов повторяются, образуя нигун. Некоторые нигуним поются как молитвы плача, в то время как другие могут быть радостными или победоносными. Нигуним в основном представляют собой импровизации, хотя они могут быть основаны на тематических отрывках и стилизованы по форме, отражая учения и харизму духовного руководства конгрегации или её религиозного движения. Нигуним занимают особое место в хасидском иудаизме, который развил свои собственные структурированные, одухотворенные формы, отражающие мистическую радость интенсивной молитвы.
Возрождение интереса к еврейской музыке было вызвано хасидизмом. У разных хасидских групп есть свои нигуним, часто составляемые их ребе или лидером. Хасиды собираются по праздникам, чтобы петь группами, но есть также нигуним для индивидуальной медитации. Обычно они намного медленнее, чем нигуним за столом, и почти всегда поются без слов. Баал Шем Тов, основатель хасидизма, говорил о нигуним как о «песнях, выходящих за пределы слогов и звуков». Несколько мелодий, приписываемых ему, используются до сих пор.
Некоторые нигуним происходят из нееврейских источников. Евреи-хасиды, основываясь на практике своего основателя раввина Исраэля Баал-Шем-Това, адаптировали гимны и даже народные песни, приписав им новое духовное измерение. Например, хабадские хасиды переняли французские мелодии Марсельезы и Марша Наполеона, а также русские или немецкие застольные песни как часть своей литургии. Многие хасиды считают, что эти песни в их светских формах находятся в духовном изгнании. Приспосабливая их к литургическим формам, они «вызывают искры святости» в соответствии с учением системы каббалы раввина Исаака Лурии. То же самое объяснение используется для использования арабских мелодий для сефардских песен. Процесс продолжается и по сей день, время от времени появляются новые нигуним.
Нигуним обычно поют на хасидских собраниях (тиш и фарбренген), когда большое количество последователей собирается вместе, чтобы петь и обсуждать духовные концепции. Считается, что когда поётся нигун, в комнате появляется душа создавшего раввина. В праздничных случаях нигуним звучат особенно радостно. В праздник Симхат Тора, самый радостный день в календаре, в синагоге в танце со свитками Торы поют зажигательные нигуним.
Среди множества хасидских династий выделяются разные стили нигуним, отражающие альтернативные духовные пути каждой группы. К ним относятся эмоциональное творчество брацлавских хасидов, ободряющие марши гурских хасидов, харизматические напевы каливских хасидов и интеллектуальные сочинения Хабада.

## Движение Мусар Нигуним
Движение Мусар также использовало нигуним, основываясь на понимании того, как музыка влияет на внутреннюю состояние. В XIX веке движение Мусар разработало свои собственные отличительные традиции пения нигун. В XXI веке нигуним можно использовать в начале и в конце занятий по изучению мусара, что может помочь создать эмоциональный опыт мусара.